# 吳國明
吳國明（1967年—），台灣前男子足球運動員，場上司職中場、後衛。球員生涯長期效力台電足球隊，服義務役時曾效力於軍種球隊飛駝足球隊，為兩隊贏得數座冠軍，個人則贏得1992年全國埠際甲組足球聯賽進球王，以及於1993年全國男子甲組足球聯賽、1994年全國男子甲組足球聯賽及1995年全國男子甲組足球聯賽三度蟬聯聯賽進球王。

## 生平
吳國明就讀高雄市瑞豐國小時原先是踢鋒線的位置，也曾為瑞豐國小贏得第十屆成功杯學童足球賽乙組冠軍，到了國中轉型為後衛，進入高雄市中正高工後又成為中場球員，並在1986年全國李惠堂杯贏得第五名，還有在臺灣區中等學校運動會高男組冠軍賽加時賽攻進一球，使中正高工2:0勝出贏得冠軍。
他從中正高工畢業後就獲得台電足球隊網羅，且入選了1987年大洋洲青年足球錦標賽暨世界青年足球會外賽中華台北U19男子足球代表隊，該屆賽會中華台北隊以3:3平斐濟、0:0平紐西蘭、0:5負澳洲及1:5負以色列，獲得大洋洲青年足球錦標第三名。同年9月，吳國明在1987年台灣省足球錦標賽社會組冠軍賽傳出一助攻，令台電隊以4:0勝省體，贏得冠軍。
1991年，吳國明從輔仁大學畢業，入伍服義務役時效力於聯勤總部飛駝足球隊，同年12月，他在1991年全國中正杯足球社男甲組冠軍賽對陣陸光隊時梅開二度，加時賽2:2平手，進入PK大戰陸光隊以3:2勝出，飛駝隊位居亞軍。
1992年，吳國明與飛駝隊友李商吉二人都在全國埠際甲組足球聯賽攻進5球，共同膺選進球王，也為三年各項賽事無冠的飛駝隊再次贏得冠軍，翌年他為飛駝隊贏得第10屆全國力霸甲組足球聯賽季軍，個人也攻入11球贏得進球王。
1993年9月，吳國明退伍後，重新回到台電隊，並在第十一屆全國力霸甲組足球聯賽對陣小雷鳥隊時攻進6球，打破當時的聯賽單場進球紀錄，該屆比賽他再次以12顆進球贏得進球王，台電隊則在決賽0:1負飛駝隊，位居亞軍。
1995年，吳國明在第十二屆全國力霸甲組足球聯賽攻進13球，三度蟬聯進球王，也為台電隊贏得繼第五、八、十屆的第四座冠軍。1996年，他在聯賽攻進5球，為台電隊二連霸冠軍，翌年他攻入18球，位居進球榜第二，為台電隊達成三連霸，此後台電隊十連霸聯賽冠軍直至2004年。
2001年，吳國明作為台電隊助理教練，一度遇到人手不足的狀況，故再次登錄為球員。